# Норт Сити (Илиноис)
Норт Сити (енгл. North City) град је у америчкој савезној држави Илиноис.

## Демографија
По попису из 2010. године број становника је 608, што је 22 (-3,5%) становника мање него 2000. године.
| Група             | 2000.       | 2010.       |
| Белци             | 612 (97,1%) | 592 (97,4%) |
| Афроамериканци    | 2 (0,3%)    | 0 (0,0%)    |
| Азијати           | 2 (0,3%)    | 1 (0,2%)    |
| Хиспаноамериканци | 12 (1,9%)   | 10 (1,6%)   |
| Укупно            | 630         | 608         |